# 札幌雪祭
札幌雪祭（日语：さっぽろ雪まつり、さっぽろゆきまつり）是日本北海道札幌市在每年2月上旬舉辦的冰雪節活動。該活動的主會場在札幌市中央區大通公園，以展示雪雕為主（但薄野會場等地亦展示冰雕）。札幌雪祭由札幌市政府和札幌商工會議所舉辦，札幌市內各企業和團體組成的「札幌雪祭實施委員會」企劃運營。

## 歷史

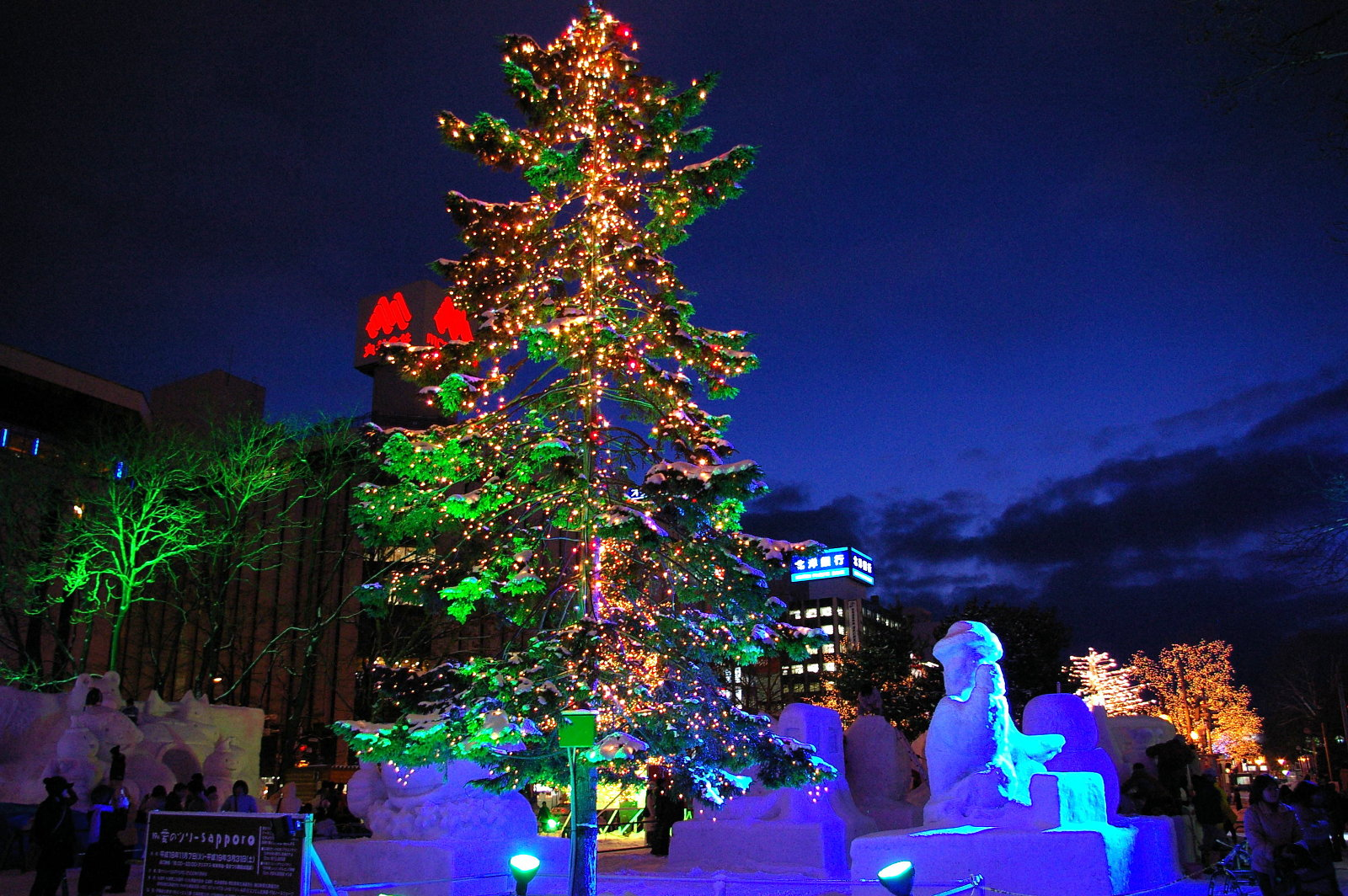

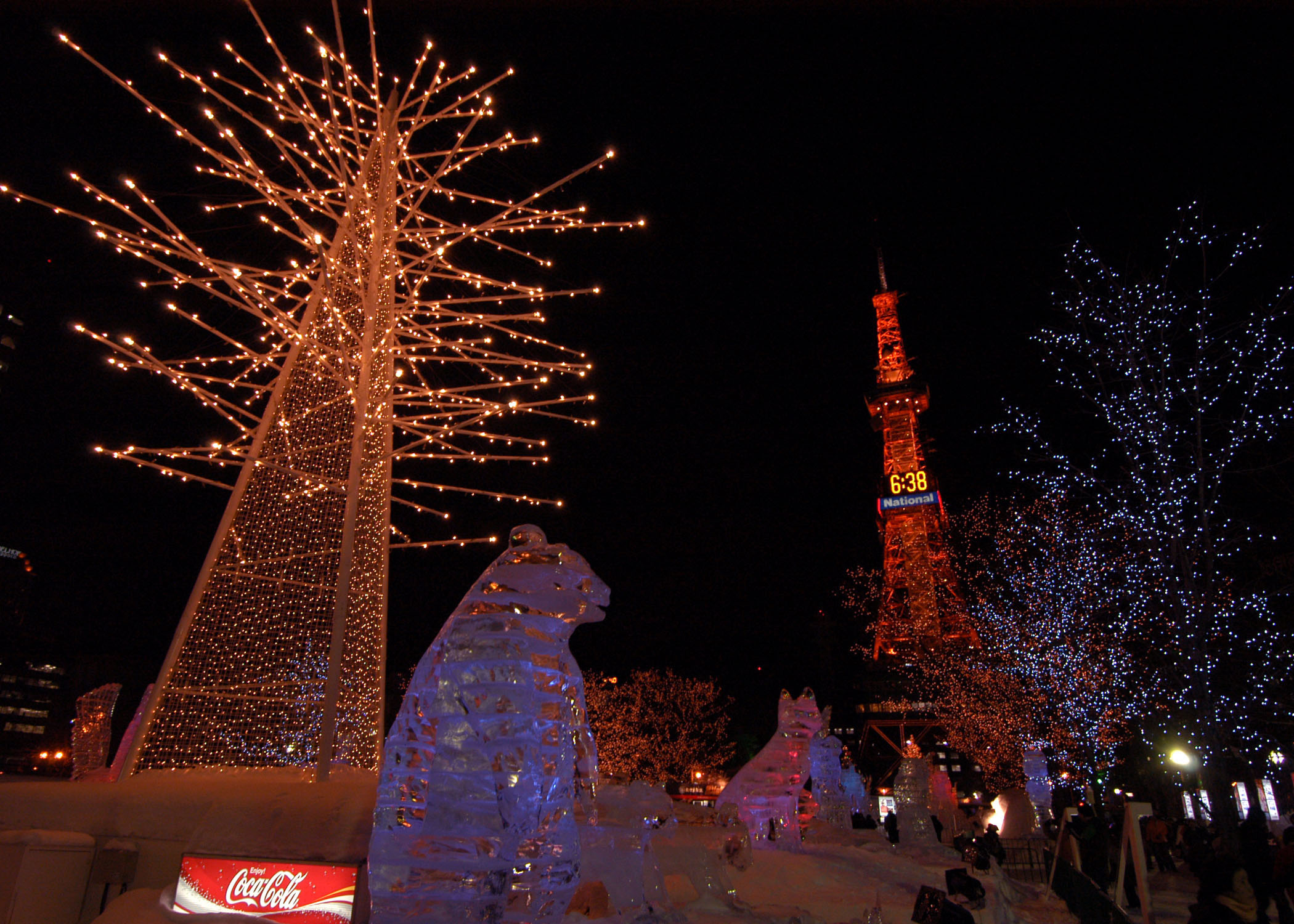

北海道最早的雪像節可追溯至1935年開始舉辦的小樽市立北手宮小雪校的雪祭。而札幌雪祭的歷史則開始於1950年，當地的中學及高中學生在大通公園設置了6個雪雕，吸引了超過5萬人參加。當地的地方報紙《北海時報》是札幌雪祭初期的重要贊助商。因取得遠超預計的反響，札幌雪祭在此後成為每年舉辦的活動，在1953年製作了高15米的大雪像「昇天」。
1955年開始，自衛隊亦開始參與札幌雪祭，製作了高11米的大型雪雕「聖母瑪利亞」像。1959年時，札幌雪祭已動員2,500人參與雪雕製作。在1974年，由於第一次石油危機導致搬運雪的卡車燃料不足，製作雪雕的雪量也因此短缺。運營當局因此通過在雪雕內部用大型罐支撐的方式解決雪量不足的問題。
1965年，札幌雪祭開設了第二會場（真駒內會場）。札幌是1972年冬季奧林匹克運動會的舉辦城市，而札幌雪祭也在這一年一躍成為國際性活動。同年札幌雪祭開始舉辦國際雪雕競賽，並製作瀋陽、慕尼黑、悉尼等以和札幌有密切關係的外國地區主題的雪雕。
1983年，薄野會場成為札幌雪祭的第三個會場。翌年開始，札幌雪雕的會期延長至7天。2006年開始，札幌Satoland取代真駒內，成為札幌雪祭新的第二會場。2009年後，為緩解交通阻塞，第二會場又搬遷至札幌社區巨蛋。2021年，受到嚴重特殊傳染性肺炎疫情影響，札幌雪祭自1950年以來首次中止。

## 會場

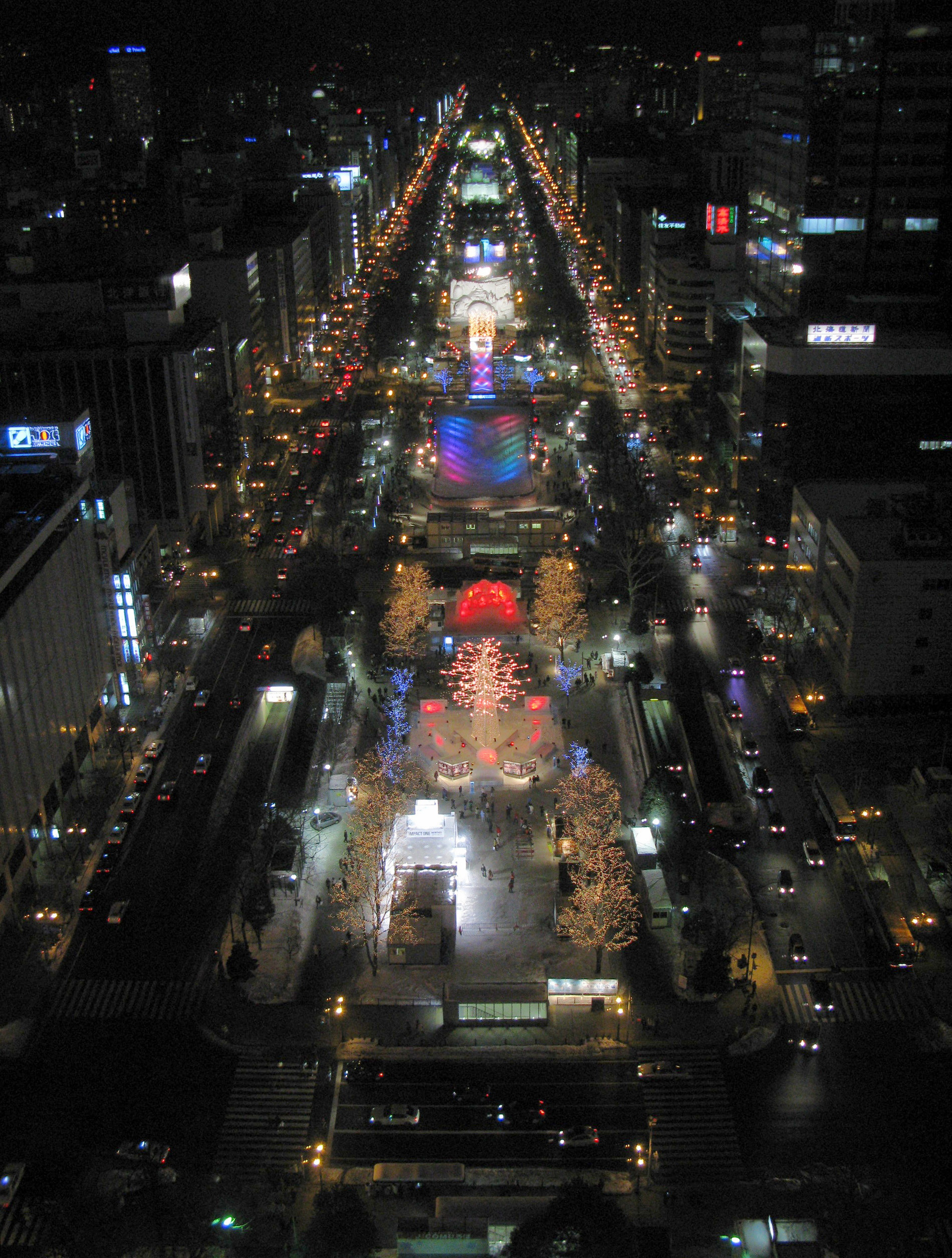
夜晚的大通會場（2010年2月11日）

札幌雪祭現有三個會場，其中最主要的會場是位於大通公園的大通會場。自衛隊及國外團體製作的大型雪雕大多在大通會場展示。大部分會場均由北海道本地企業贊助冠名，但6丁目、9丁目、12丁目是市民廣場，主要展示普通市民製作的小型雪雕。11丁目是國際廣場，展示海外團體製作的雪雕。薄野會場位於札幌站前通南4至7條，主要展示冰雕。和主要展示雪雕冰雕的大通會場及薄野會場相比，社區巨蛋會場則是市民參加型會場，設有雪迷宮、雪滑梯等遊樂設施。

## 國際雪雕競賽
自1974年開始，札幌雪祭每年均邀請來自日本以外的團體製作雪雕。2020年獲得國際雪雕競賽冠軍的國家是泰國，這也是泰國連續三年獲得這一榮譽。

## 札幌雪祭資料館
札幌雪祭資料館位於札幌羊丘瞭望台，由社團法人札幌觀光協會開設於2001年，展示札幌雪祭過去製作過的雪雕模型和照片，以及海報等相關展品。陸上自衛隊真駒內駐屯地史料館亦有展示札幌雪祭資料的展區。

## 電視特別節目
日本電視台系列聯播網的札幌電視台（STV）曾製作過《The・雪祭》節目，轉播雪祭實況。朝日電視台系列聯播網的北海道電視台（HTB）曾製作過《雪祭特別電視劇》。

## 外部連結
- 官方網站 （页面存档备份，存于）
- 陸上自衛隊第11旅團 - 札幌雪祭協力 （页面存档备份，存于）
- 札幌雪祭資料館 （页面存档备份，存于）